# Dirty Weekend
Pour plus de détails, voir Fiche technique et Distribution.
Dirty Weekend est un film britannique réalisé par Michael Winner, sorti en 1993. 
Il s'agit de l'adaptation cinématographique du roman éponyme d'Helen Zahavi, publié en 1991.

## Synopsis
Bella est une secrétaire vivant à Brighton, victime de Tim, un voyeur qui la harcèle constamment. Sans aide de la part de la police, elle consulte un voyant iranien, Nimrod, qui l’enjoint à prendre les choses en main. Elle tue alors Tim et se lance dans une série de meurtres tout échappant aux autorités.

## Fiche technique
- Titre : Dirty Weekend
- Réalisation : Michael Winner
- Scénario : Michael Winner et Helen Zahavi d'après son roman
- Photographie : Alan Jones
- Montage : Michael Winner
- Musique : David Fanshawe (en)
- Décors : Crispian Sallis (en)
- Producteurs : Jim Beach (en), Robert Earl, Ron Purdie et Michael Winner
- Société de production :  Michael Winner Ltd., Scimitar Films
- Société de distribution : United International Pictures (UIP) (Royaume-Uni),  Albatros Film (Japon)
- Pays d'origine :  Royaume-Uni
- Langue : Anglais
- Tournage : du 10 mai 1992 au 11 juin 1992
- Format : Couleur — 35 mm — 1,85:1 — Son : Dolby Stereo
- Genre : Film dramatique, Film policier, Thriller
- Durée : 102 minutes (1 h 42)
- Date de sortie : 
  -  Royaume-Uni : 29 octobre 1993
  -  Japon : 24 septembre 1994

## Distribution
- Lia Williams : Bella
- Rufus Sewell : Tim
- Michael Coles : Norman
- David McCallum : Reggie
- Christopher Ryan (en) : Small One
- Sean Pertwee : The Quiet One
- Nicholas Hewetson : Bitter One
- Christopher Adamson : Serial Killer
- Jack Galloway (fa) : David
- Matthew Marsh : Bascombe
- Ian Richardson : Nimrod